# Sielsowiet Wólka (rejon łuniniecki)
Sielsowiet Wólka (biał. Вулькаўскі сельсавет; ros. Вульковский сельсовет) – sielsowiet na Białorusi, w obwodzie brzeskim, w rejonie łuninieckim, z siedzibą w Wólce Drugiej.
Według spisu z 2009 sielsowiet Wólka zamieszkiwało 4087 osób, w tym 4043 Białorusinów (98,92%), 16 Ukraińców (0,39%), 12 Rosjan (0,29%), 9 Azerów (0,22%), 3 Mołdawian (0,07%), 2 osoby innych narodowości i 2 osoby, które nie podały żadnej narodowości.

## Miejscowości
- agromiasteczka:
  - Krasna Wola
  - Miżlessie
  - Wólka Druga
- wsie:
  - Brodnica
  - Dobra Wola
  - Hały Bór
  - Zaścianek (hist. Zaścianek Krasna Wola)